# Bogdan Vanden Berghe
Theodoor (Bogdan) Vanden Berghe (Schoten, 31 juli 1971) is een Belgisch politicus voor Groen. Hij is Vlaams Parlementslid voor de partij.

## Levensloop
Na een studie in de politieke en sociale wetenschappen aan de Universiteit Antwerpen met focus op internationale betrekkingen begon Bogdan Vanden Berghe zijn professionele loopbaan bij uitgeverij Intertext en werkte ook als leerkracht aardrijkskunde en niet-confessionele zedenleer. Daarna ging hij aan de slag op de studiedienst van Broederlijk Delen en de Commissie Rechtvaardigheid en Vrede. Hij specialiseerde in globalisering en de macro-economische context van derdewereldlanden en onderbouwde de tobintaks. In 2002 werd hij diensthoofd campagne  bij de ngo 11.11.11 waarbij hij de millenniumdoelstellingen in de kijker zette in het kader van de internationale campagne Make Poverty History. In juni 2005 werd hij algemeen directeur van 11.11.11 en bleef dit tot in maart 2019. Ook was hij van 2014 tot 2019 vicevoorzitter van de Federale Adviesraad inzake beleidscoherentie ten gunste van ontwikkeling, die de overheden advies verleent om tot meer beleidscoherentie te komen in het beleid rond ontwikkelingssamenwerking.
In maart 2019 verliet hij 11.11.11 en werd hij politiek actief voor Groen. Hij kwam op bij de federale verkiezingen twee maanden later en kreeg de derde plaats op de Kamerlijst in de kieskring Antwerpen. Hij werd niet verkozen, maar ging op 1 juli 2019 aan de slag als politiek directeur van de partij, waarbij hij Tarik Fraihi opvolgde. Hij bleef dit tot in juni 2024.
Van 2021 tot 2024 was hij bestuurder van de Nationale Loterij van België.
Sinds december 2022 is Vanden Berghe voorzitter van de Groen-afdeling van de stad Antwerpen. Bij de gemeenteraadsverkiezingen van oktober 2024 was hij voor de partij lijsttrekker in de stad. Vanden Berghe nam als raadslid zitting in de oppositie en werd begin 2025 fractieleider voor Groen in de Antwerpse gemeenteraad. In 2025 volgde Miet Corneillie hem als voorzitter van Groen Antwerpen op.
Bij de Vlaamse verkiezingen van juni 2024 kreeg hij de tweede plaats op de Antwerpse Groen-lijst en raakte hij verkozen in het Vlaams Parlement. Vanden Berghe werd er voorzitter van de commissie Buitenlands Beleid, Europese Aangelegenheden en Internationale Samenwerking en ging eveneens zetelen in de commissie Mobiliteit en Openbare Werken.